# Elke Laznia

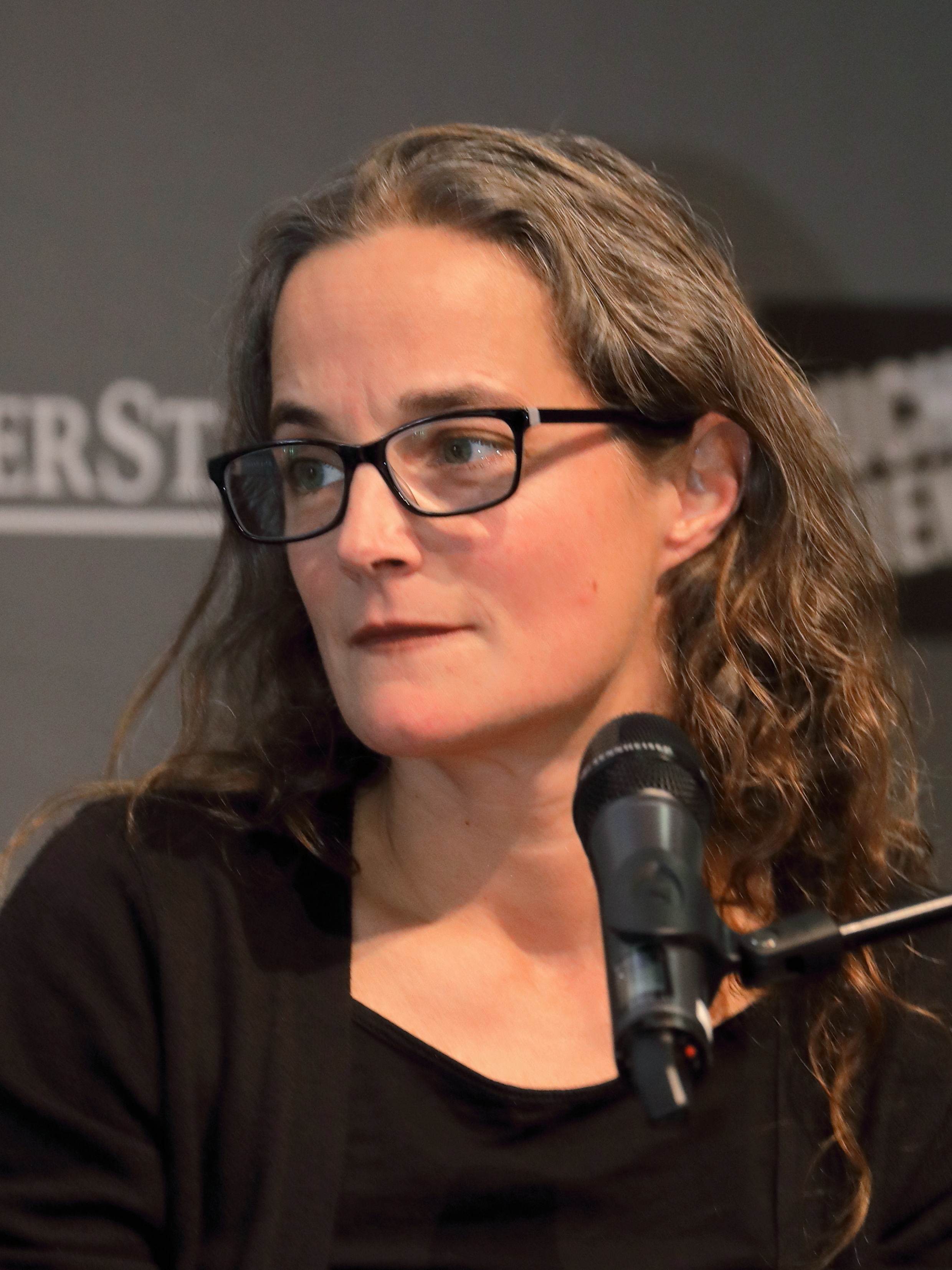
Elke Laznia (2019)

Elke Laznia (* 1974 in Klagenfurt) ist eine österreichische Autorin.

## Leben
Elke Laznia wuchs im Drautal auf, 1994 maturierte sie in Zams in Tirol. Im selben Jahr ging sie zum Studium nach Salzburg, wo sie seither lebt und arbeitet. Seit 2011 ist sie als freie Schriftstellerin tätig. Ihr 2014 erschienener Debütroman Kindheitswald war einer von zehn Titeln auf der Shortlist des Literaturpreises Alpha sowie auf der ORF-Bestenliste im April 2014. Weitere Arbeiten wurde unter anderem in den Literaturzeitschriften manuskripte und  SALZ veröffentlicht. Für ihr 2024 veröffentlichtes Prosagedicht Fischgrätentage erhielt sie den Alois-Vogel-Literaturpreis, das Buch wurde für den Österreichischen Buchpreis nominiert.

## Publikationen (Auswahl)
- 2014: Kindheitswald, Roman, Müry Salzmann, Salzburg/Wien/Berlin 2014, ISBN 978-3-99014-093-2
- 2017: Salzgehalt: Dichtungen, Müry Salzmann, Salzburg/Wien/Berlin 2017, ISBN 978-3-99014-146-5
- 2019: Lavendellied, Müry Salzmann, Salzburg/Wien/Berlin 2019, ISBN 978-3-99014-193-9
- 2024: Fischgrätentage,  Müry Salzmann, Salzburg, ISBN 978-3-99014-256-1

## Auszeichnungen (Auswahl)
- 2012: Rauriser Literaturpreis – Förderpreis[1][7]
- 2012: manuskripte-Literaturförderungspreis für den Text Blinde Fenster
- 2013: Maria-Zittrauer-Lyrik-Förderpreis[8]
- 2013: Förderpreis zum Rotahorn-Literaturpreis
- 2013: Theodor-Körner-Förderpreis für Literatur[9][10]
- 2014: Literaturpreis Alpha – Shortlist mit Kindheitswald[4]
- 2014: Jahresstipendiums des Landes Salzburg für Literatur[7]
- 2014: Förderungspreis des Landes Kärnten für Literatur
- 2016: Georg-Trakl-Preis für Lyrik – Förderungspreis[11]
- 2016: Anerkennungspreis des Kärntner SchriftstellerInnen Verbandes
- 2017: Lyrikpreis der Stadtwerke Klagenfurt[12]
- 2020: Shortlist Xylophon Literaturpreis für das beste zweite Buch für Lavendellied[13]
- 2023:  16. Kärntner Lyrikpreis: Preis der Kulturabteilung der Stadt Klagenfurt[14]
- 2024: Alois-Vogel-Literaturpreis[15][16][17]
- 2024: Nominierung für den Österreichischen Buchpreis (Shortlist, Fischgrätentage)[6][18]
- 2025: Helena-Adler-Preis für rebellische Literatur für Fischgrätentage[19]